# 위운동신경세포
위운동신경세포 (upper motor neuron, UMN, 상위운동신경원, 상부 운동 뉴런)는 1886년 윌리엄 가워스(William Gowers)가 도입한 용어이다. UMN은 대뇌 피질과 뇌간에서 발견되며 정보를 아래로 전달하여 개재뉴런과 아래운동신경세포를 활성화하고 근육에 수축 또는 이완 신호를 직접 보낸다. UMN은 자발적인 신체 운동의 주요 원점 역할을 한다.

## 같이 보기
- 아래운동신경세포
- 알파 운동 신경세포
- Ia형 감각 신경섬유